# 段素真
段 素真（だん そしん）は、大理国の第9代王。段素隆の甥。
1026年に即位し、翌年に正治と改元した。1041年、段素興に王位を譲って僧となった。